# Philip Chetwode, I barone Chetwode
Philip Walhouse Chetwode, I barone Chetwode, VII baronetto di Oakley (Westminster, 21 settembre 1869 – Marylebone, 6 luglio 1950), è stato un generale britannico.

## Biografia

### I primi anni
Chetwode era figlio di Sir George Chetwode, VI baronetto, e Alice Jane Bass figlia di Michael Thomas Bass un birraiolo. Egli venne educato a Eton, dove divenne un distinto atleta, ed entrò poi nel III battaglione dell'Oxfordshire and Buckinghamshire Light Infantry. Successivamente dal 1889 entrò nel 19th Hussars, entrando nella fanteria leggera e nella cavalleria.

### La prima guerra mondiale

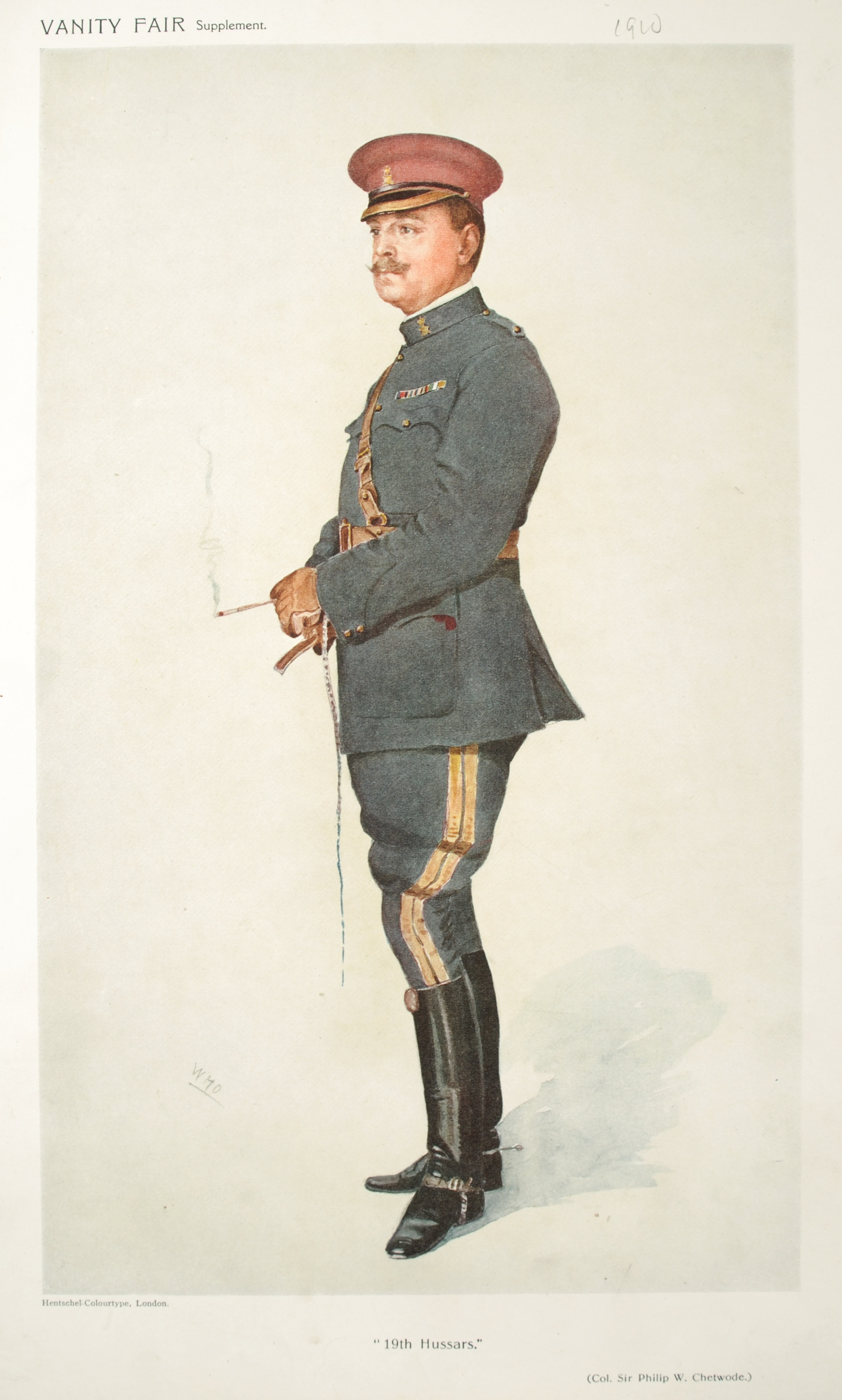
Chetwode in una vignetta apparsa su Vanity Fair nel 1910.

Chetwode vide le sue prime azioni nella spedizione di Chinwir Hills a Burma dal 1892 al 1893 e successivamente nella Seconda guerra boema dove prese parte alla difesa di Ladysmith. Nel 1906, egli divenne assistente segretario militare di Sir John French e nel 1908 ottenne il comando di una brigata di cavalleria sotto il comando di Edmund Allenby. Nella prima guerra mondiale, egli prestò servizio sul Fronte occidentale nella cavalleria come distinzione. La sua 5ª brigata di cavalleria aiutò a coprire la ritirata dal fronte ed inseguì i tedeschi a Cerizy. Successivamente, nella Prima battaglia della Marna, la brigata di Chetwode si unì alle forze di Sir Hubert Gough per divenire la 2ª divisione di cavalleria. Gough fu dietro l'Incidente di Curragh dal marzo del 1914 e Chetwode dovette dimettersi temporaneamente a causa di una malattia. Durante questa fase, egli fu critico nei confronti delle azioni di Sir Philip. Tornato in servizio, Chetwode prese parte alla Prima battaglia dell'Aisne e si recò nelle Fiandre e prese parte alla Seconda battaglia di Ypres. Con la guerra che andava degenerando in uno scontro di trincea, Chetwode venne fortunatamente trasferito nel vicino oriente nel dicembre del 1916 comandando la Desert Column nell'Egyptian Expeditionary Force sotto il comando di Sir Archibald Murray. Nel 1917 egli comandò una divisione di cavalleria alla Prima battaglia di Gaza ed alla Seconda battaglia di Gaza.
Quando Edmund Allenby ottenne il comando delle forze alleate in Palestina, Chetwode venne promosso al comando del XX Corps. Egli guidò il proprio corpo d'armata con distinzione nella Terza battaglia di Gaza. Egli guidò l'attacco principale nella Battaglia di Gerusalemme del 1917, catturando la città dopo un giorno di combattimenti. L'anno successivo egli guidò ancora il proprio corpo nella Battaglia di Megiddo.

### Il servizio in India e incarichi successivi
Dopo la guerra, Chetwode ebbe un gran numero di incarichi nello staff come Segretario Militare dal 1919, Deputy Chief of the Imperial General Staff dal 1920, Adjutant-General to the Forces dal 1922 e Comandante in Capo dell'Aldershot Command dal 1923. Egli venne promosso al grado di Generale nel 1926. Nel 1928 divenne Chief of the General Staff in India e nel 1930 venne nominato Comandante in Capo per l'India. Venne promosso Feldmaresciallo nel 1933. Egli si concentrò dunque nella modernizzazione e dell'"indianizzazione" dell'esercito indiano. A tal proposito gli venne dedicata la sala principale dell'Indian Military Academy. Il credo dell'Accademia, inciso su una lapide all'ingresso della sala principale della struttura, è un passaggio tratto dal discorso che egli fece all'inaugurazione dell'accademia stessa nel 1932 - "La sicurezza, l'onore e il lavoro del vostro paese vengono per primi, sempre e in qualunque epoca. L'onore, il lavoro e il comfort di un uomo che comandi vengono poi. Il tuo personale comfort e la tua sicurezza vengono sempre e comunque per ultimi." Questo è conosciuto come "Chetwode Motto".
Tornò dall'India nel 1936 e ricevette una laurea ad honorem dall'Università di Oxford in quello stesso anno e fu quindi Conestabile della Torre di Londra dal 1943 al 1948 e fu Presidente della Royal Geographical Society.
Durante il suo ruolo come Comandante in Capo dell'India, Chetwode si oppose al rimpiazzo dei cavalli coi carrarmati nella divisione di cavalleria.

## Famiglia
Sposò Hester (Star) Alice Camilla Stapleton Cotton ed ebbe un figlio ed una figlia. Sua figlia, Penelope, sposò John Betjeman il poeta e suo figlio Paul sposò Candida Lycett Green. La sorella di Chetwode, Florence, sposò il generale Noel Birch.